# Martin Jakš
Martin Jakš (Plzeň, 6 september 1986) is een Tsjechische langlaufer. Hij vertegenwoordigde zijn vaderland op de Olympische Winterspelen 2010 in Vancouver, op de Olympische Winterspelen 2014 in Sotsji en op de Olympische Winterspelen 2018 in Pyeongchang.

## Carrière
Jakš maakte zijn wereldbekerdebuut in december 2005 in Nové Město. Eén week later scoorde hij in Otepää zijn eerste wereldbekerpunten. Op de wereldkampioenschappen langlaufen 2007 in Sapporo nam de Tsjech deel aan de 30 kilometer achtervolging maar op dit onderdeel wist hij de finish niet te bereiken. Gedurende de Tour de Ski 2007/2008 eindigde Jakš als elfde in het eindklassement, in Bormio stond hij voor de eerste maal in zijn carrière op het podium. In Liberec nam de Tsjech deel aan de wereldkampioenschappen langlaufen 2009 waar hij tweeëntwintigste eindigde op de 15 kilometer klassiek. Samen met Lukáš Bauer, Martin Koukal en Jiří Magál eindigde hij als elfde op de estafette, op het onderdeel teamsprint bereikte hij samen met Aleš Razym de twaalfde plaats. Tijdens de Olympische Winterspelen van 2010 in Vancouver eindigde Jakš als zevenentwintigste op de 30 kilometer achtervolging en als negenentwintigste op de 15 kilometer vrije stijl. Op de estafette veroverde hij samen met Lukáš Bauer, Jiří Magál en Martin Koukal de bronzen medaille.
Op de wereldkampioenschappen langlaufen 2011 in Oslo eindigde hij als achttiende op de 15 kilometer klassieke stijl en als 31e op de 30 kilometer achtervolging. Samen met Lukáš Bauer, Jiří Magál en Martin Koukal eindigde hij als achtste op de estafette. In Val di Fiemme nam de Tsjech deel aan de wereldkampioenschappen langlaufen 2013. Op dit toernooi eindigde hij als 26e op de 50 kilometer klassieke stijl, als 27e op de 30 kilometer skiatlon en als 31e op de 15 kilometer vrije stijl. Op de estafette eindigde hij samen met Jiří Magál, Lukáš Bauer en Aleš Razým op de elfde plaats. Tijdens de Olympische Winterspelen van 2014 in Sotsji eindigde Jakš als 27e op de 30 kilometer skiatlon en als 37e op de 50 kilometer vrije stijl. Samen met Aleš Razým eindigde hij als negende op de teamsprint, op de estafette eindigde hij samen met Aleš Razým, Lukáš Bauer en Dušan Kožíšek op de achtste plaats.
Op de wereldkampioenschappen langlaufen 2015 in Falun eindigde hij als zestiende op de 50 kilometer klassieke stijl, als zeventiende op de 15 kilometer vrije stijl en als 31e op de 30 kilometer skiatlon. Samen met Aleš Razým, Dušan Kožíšek en Petr Knop eindigde hij als negende op de estafette. In Lahti nam de Tsjech deel aan de wereldkampioenschappen langlaufen 2017. Op dit toernooi eindigde hij als veertiende op de 50 kilometer vrije stijl en als 28e op de 15 kilometer klassieke stijl. Op de estafette eindigde hij samen met Lukáš Bauer, Michal Novák en Petr Knop op de elfde plaats. Tijdens de Olympische Winterspelen van 2018 in Pyeongchang eindigde Jakš als achtste op de 50 kilometer klassieke stijl, als negende op de 30 kilometer skiatlon en als zestiende op de 15 kilometer vrije stijl. Samen met Aleš Razým eindigde hij als zevende op de teamsprint, op de estafette eindigde hij samen met Aleš Razým, Petr Knop en Michal Novák op de tiende plaats.

## Resultaten

### Olympische Spelen
| Jaar | Plaats      | Resultaten |
| ---- | ----------- | --- |
| 2010 | Vancouver   | 29e 15 km vrije stijl · 27e 30 km achtervolging · 4×10 km estafette                                                |
| 2014 | Sotsji      | 27e 30 km skiatlon 37e 50 km vrije stijl 9e Teamsprint (klassieke stijl) 8e 4×10 km estafette                      |
| 2018 | Pyeongchang | 16e 15 km vrije stijl 9e 30 km skiatlon 8e 50 km klassieke stijl 7e Teamsprint (vrije stijl) 10e 4×10 km estafette |

### Wereldkampioenschappen
| Jaar | Plaats        | Resultaten                                                                               |
| ---- | ------------- | ---------------------------------------------------------------------------------------- |
| 2007 | Sapporo       | DNF 30 km achtervolging                                                                  |
| 2009 | Liberec       | 22e 15 km klassieke stijl 12e Teamsprint (klassieke stijl) 11e 4×10 km estafette         |
| 2011 | Oslo          | 18e 15 km klassieke stijl 31e 30 km achtervolging 8e 4×10 km estafette                   |
| 2013 | Val di Fiemme | 30e 15 km vrije stijl 27e 30 km skiatlon 26e 50 km klassieke stijl 11e 4×10 km estafette |
| 2015 | Falun         | 17e 15 km vrije stijl 31e 30 km skiatlon 16e 50 km klassieke stijl 9e 4×10 km estafette  |
| 2017 | Lahti         | 28e 15 km klassieke stijl 14e 50 km vrije stijl 11e 4×10 km estafette                    |

### Wereldbeker
Eindklasseringen
| Seizoen   | Algm | DI   | SP  | TdS |
| --------- | ---- | ---- | --- | --- |
| 2005/2006 | 157e | 114e | -   | -   |
| 2006/2007 | 110e | 64e  | -   | -   |
| 2007/2008 | 23e  | 27e  | 36e | 31e |
| 2008/2009 | 115e | 69e  | -   | -   |
| 2009/2010 | 140e | 89e  | -   | DNF |
| 2010/2011 | 16e  | 15e  | 55e | 8e  |
| 2011/2012 | 22e  | 23e  | 58e | 9e  |
| 2012/2013 | 60e  | 48e  | 75e | DNF |
| 2013/2014 | 29e  | 34e  | 57e | 10e |
| 2014/2015 | 50e  | 34e  | 95e | DNF |
| 2015/2016 | 48e  | 35e  | -   | 19e |
| 2016/2017 | 87e  | 56e  | -   | DNF |
| 2017/2018 | 46e  | 41e  | -   | 16e |